# 3060
3060(삼천육십)은 3059보다 크고 3061보다 작은 자연수다.

## 수학
- 합성수로, 그 약수는 총 36개다. (1, 2, 3, 4, 5, 6, 9, 10, 12, 15, 17, 18, 20, 30, 34, 36, 45, 51, 60, 68, 85, 90, 102, 153, 170, 180, 204, 255, 306, 340, 510, 612, 765, 1020, 1530, 3060)
  - 3060의 진약수의 합은 6768이므로, 3060은 과잉수다.
- 20번째 십팔각수다. 앞의 십팔각수는 2755, 다음은 3381이다.
- 15번째 오포체수다. 앞의 오포체수는 2380, 다음은 3876이다.
- {\displaystyle 3060=12^{2}+54^{2}=36^{2}+42^{2}}
  - 서로 다른 두 자연수의 제곱합으로 나타내는 방법이 두 가지인 수다.
  - 연속하는 두 개의 {\displaystyle 6n}({\displaystyle n}은 자연수)인 36과 42의 제곱합으로 나타낼 수 있으며, 이 성질을 지닌 앞의 수는 2196, 다음 수는 4068이다.
- {\displaystyle 89^{4}-1}은 3060으로 나누어떨어진다.

## 과학·기술
- NGC 3060: 사자자리 방향에 있는 나선은하.
- 지포스 RTX 3060: 엔비디아의 그래픽 카드.

## 기타
- 연도: 3060년, 기원전 3060년

## 같이 보기
- 3000